# Helen Gaulois
Helen Gaulois fue una escultora estadounidense del siglo XX.

## Datos Biográficos
Su estudio estuvo abierto en la 136 East 57th Street de Nueva York donde residió. En 1938 participó en el Federal Art Project. Fue retratada el 27 de enero de 1938, trabajando en su estudio, por el fotógrafo Arnold S. Eagle y poco después el 24 de febrero por Von Urban. Las fotografías forman parte de los archivos del Smithsonian.

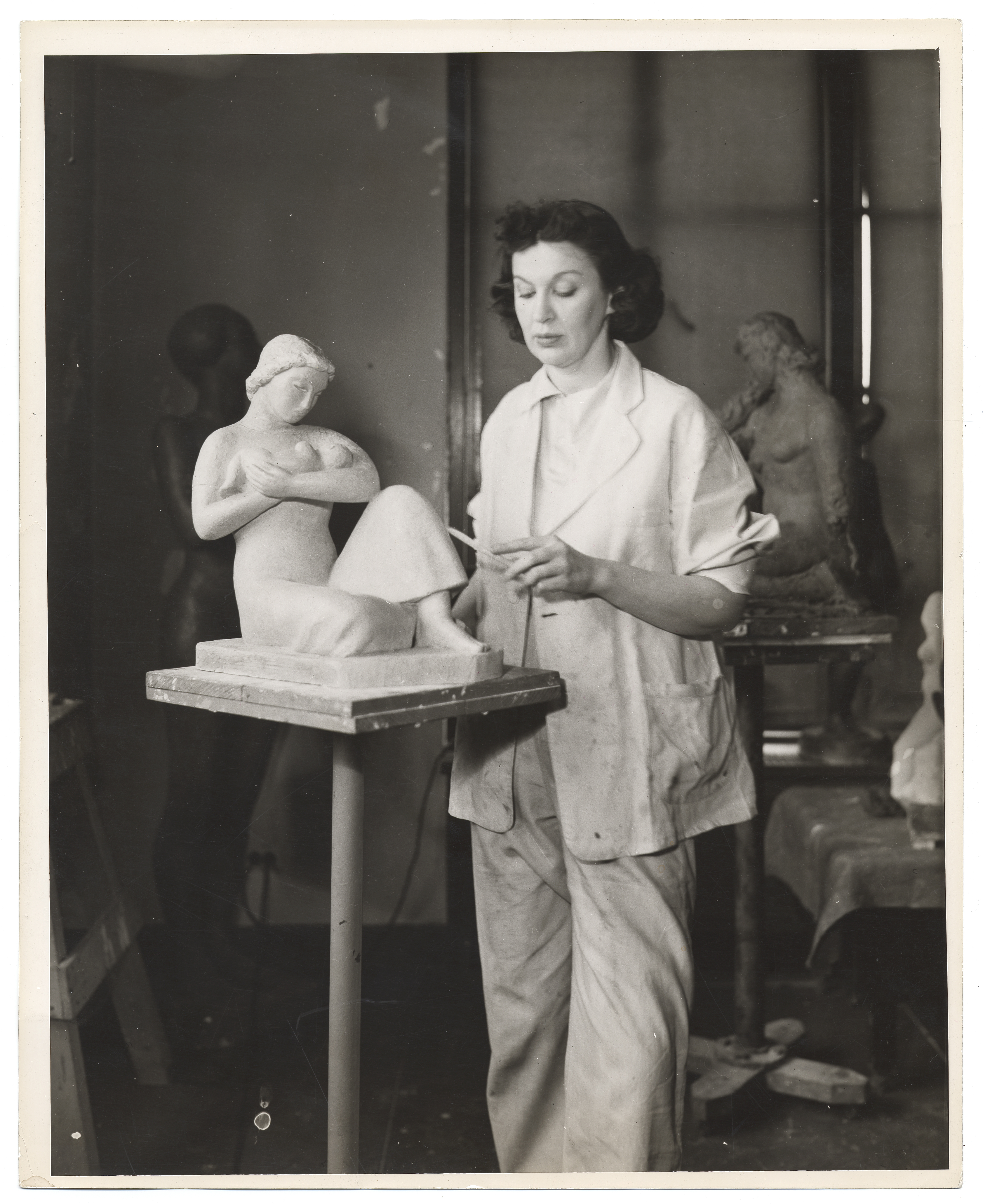
Helen Gaulois en su estudio de Nueva York en 1938,
retratada por Von Urban.